# Læstadianer
Læstadianer, även laestadianer, är en grupp människor som tillhör den lutherska inomkyrkliga väckelserörelsen känd som læstadianism. Termen används också som ett övergripande begrepp för att inkludera anhängare till olika undergrupper inom rörelsen, såsom gammallæstadianer, västlæstadianer och östlæstadianer. Læstadianismen har ett uppskattat medlemsantal på minst 100 000 personer och dess huvudsakliga närvaro är i Finland, Sverige och USA. 

## Historia
Læstadianska grupper växte sig större under 1800-talet i stora delar av Nordeuropa, med större koncentrationer i de nordliga delarna av Sverige och Finland. De fanns också söderut, i Helsingfors, och österut, i guvernementet Archangelsk.

## Levnadssätt
Karakteristiskt för læstadianer är företagsamhet, fromhet, redbarhet och nykterhet.

## Befolkning

Regional fördelning över aktivitet inom gruppen gammallæstadianer i Finland 2007.
Månadsvis
Årligen

Flera finländska kommuner med storleksmässigt betydande læstadiansk befolkning, till exempel Larsmo, har mycket höga födelsetal jämfört med flertalet av Finlands kommuner.
I Norra Österbotten har befolkningen en relativt ung åldersstruktur jämfört med andra regioner i Finland. Detta kan till stor del tillskrivas den læstadianska tron. Demografer i Finland har noterat att "när det kommer till familjeplanering, verkar dessa människor ha en övertygelse om att välkomna så många barn som Gud ämnar ge dem". I Sverige finns Kuttainen – læstadianskt fäste och tätort i Kiruna kommun – som år 2010 år hade Sveriges yngsta befolkning.